# Ojrzeń (gromada)
Ojrzeń – dawna gromada, czyli najmniejsza jednostka podziału terytorialnego Polskiej Rzeczypospolitej Ludowej w latach 1954–1972.
Gromady, z gromadzkimi radami narodowymi (GRN) jako organami władzy najniższego stopnia na wsi, funkcjonowały od reformy reorganizującej administrację wiejską przeprowadzonej jesienią 1954 do momentu ich zniesienia z dniem 1 stycznia 1973, tym samym wypierając organizację gminną w latach 1954–1972.
Gromadę Ojrzeń z siedzibą GRN w Ojrzeniu utworzono – jako jedną z 8759 gromad na obszarze Polski – w powiecie ciechanowskim w woj. warszawskim, na mocy uchwały nr VI/10/1/54 WRN w Warszawie z dnia 5 października 1954. W skład jednostki weszły obszary dotychczasowych gromad Bronisławie, Dąbrowa, Kicin, Ojrzeń, Trzpioły, Wojtkowa Wieś i Wola Wodzyńska ze zniesionej gminy Ojrzeń w tymże powiecie. Dla gromady ustalono 11 członków gromadzkiej rady narodowej.
31 grudnia 1959 do gromady Ojrzeń przyłączono obszary zniesionych gromad Luberadz, Nowa Wieś i Kraszewo (bez wsi Łebki Wielkie i Skarżynek oraz kolonii Łebki-Janusy i Łebki-Kryszpy), a także wsie Rzeszotko i Gostomin wraz z kolonią Lipówiec ze znoszonej gromady Młock oraz wieś Brodzieńcin i kolonię Brodzieńcin Towarzystwo ze znoszonej gromady Bądkowo w tymże powiecie.
Gromada przetrwała do końca 1972 roku, czyli do kolejnej reformy gminnej. 1 stycznia 1973 w powiecie ciechanowskim reaktywowano gminę Ojrzeń.